# زیز

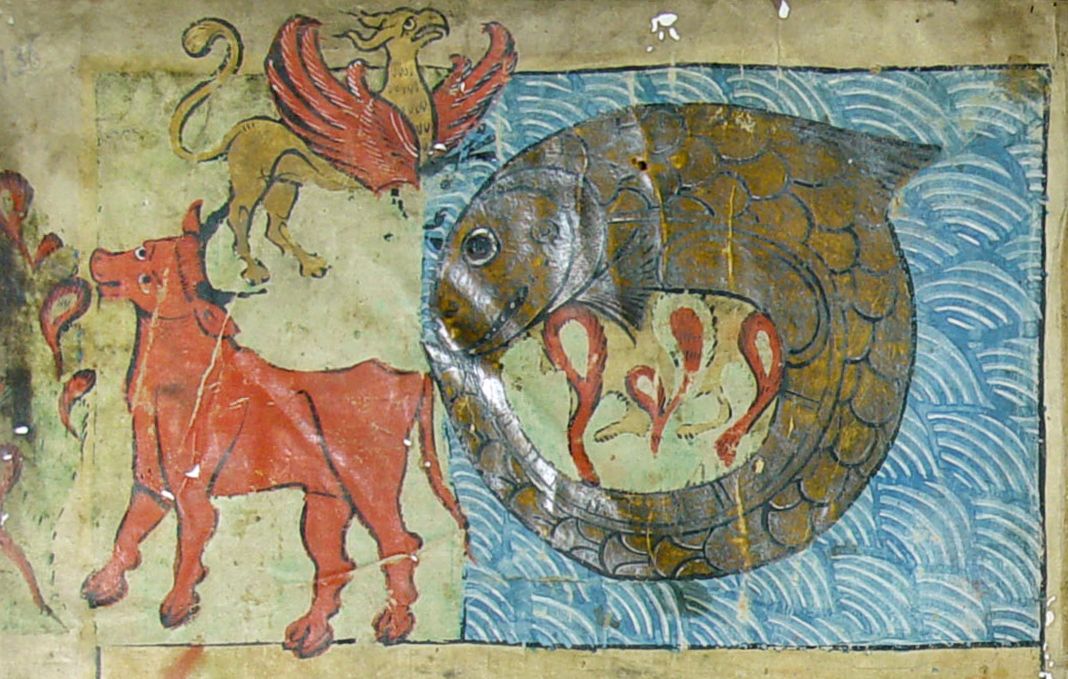
لویاتان در دریا، زیز در آسمان و بهموت در زمین.

زیز: پرنده ای بسیار بزرگ به صورت شیرعقاب در داستانها است. گفته می‌شود که زیز آنقدر بزرگ بود که بالهایش می‌توانست جلوی نور خورشید را بگیرد. ربیها نوشته‌اند که زیز مشابه سیمرغ در ادبیات پارسیان است ولیکن تاریخدانان آن را آنزو در فرهنگ سومری و ققنوس در فرهنگ یونانیان مقایسه می‌کنند.

## در کتاب مقدس
در مورد زیز گفته شده است: